# What Becomes of the Brokenhearted
"What Becomes of the Brokenhearted" é uma canção gravada por Jimmy Ruffin, composta por William Weatherspoon, Paul Riser e James Dean e lançada pela Motown em 1966. É o single de maior sucesso de Ruffin e atingiu a sétima posição da Billboard Hot 100, número seis na R&B, também da Billboard, e número um nas paradas de singles britânicas. Outros artistas a regravaram, como Paul Young, em 1991, Vonda Shepard, em 1999, e Bruce Springsteen, em 2022, para os respectivos álbuns The Essential Paul Young, Heart and Soul: New Songs from Ally McBeal e Only The Strong Survive.